# Gurjant Singh
Pour les articles homonymes, voir Singh.
Gurjant Singh (en pendjabi : ਗੁਰਜੰਟ ਸਿੰਘ, et en hindi : गुरजंत सिंह) né le 26 janvier 1995, est un joueur de hockey sur gazon indien qui joue en tant qu'attaquant.
Il faisait partie de l'équipe indienne qui a remporté l'or à la Coupe du monde masculine de hockey sur gazon des moins de 21 ans 2016 à Lucknow, en Inde. Son cousin Simranjeet Singh est aussi un joueur de hockey international.